# Rasmus Rändvee
Rasmus Rändvee, född 28 november 1995 i Pärnu, är en estländsk sångare. Han är sångare i bandet Facelift Deer.
2012 vann Rändvee den estniska versionen av Idol, Eesti otsib superstaari. 
2013 ställde han tillsammans med sitt band, Facelift Deer, upp i Eesti Laul, Estlands uttagning till Eurovision Song Contest 2013. De ställde upp med låten "Dance" och lyckades ta sig vidare till finalen den 2 mars 2013. I finalen fick de 5 poäng av juryn och 4 av TV-tittarna vilket gav totalt 9 poäng och en sjundeplats i tävlingen. 